# 活动星图

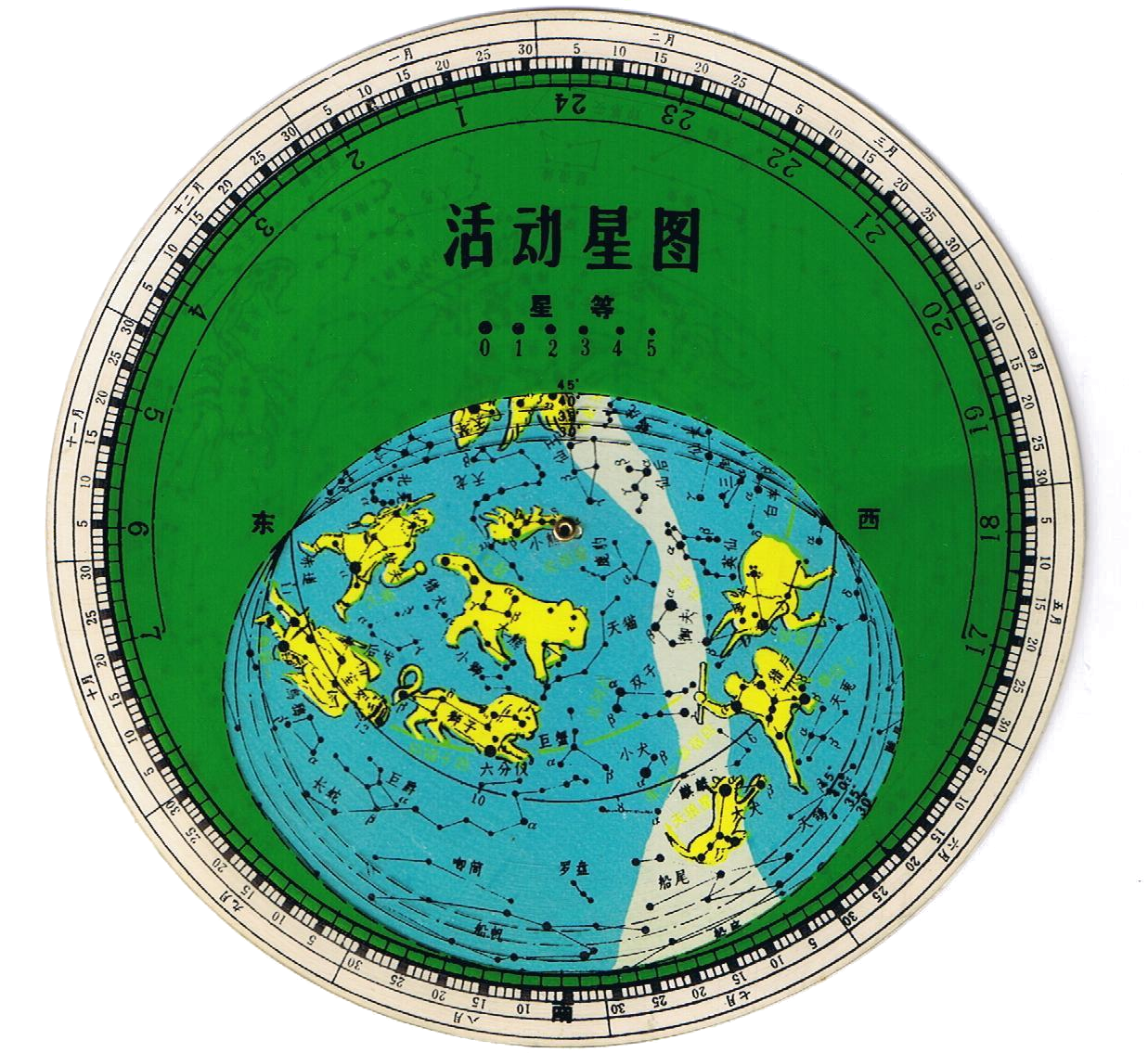
由北京天文館制作的活动星图，适用于北纬30°至45°的地區，相當於上海以北至哈爾濱以南

星座盤（英語：Planisphere）又稱活動星圖，是由兩個有著共同軸心，可調整的盤面組成，類似星圖的觀星工具。它可以調整顯示出任何日期和時間可以看見的星星，是協助如何辨認出恆星和星座的儀器；在希臘時代就有的儀器等高儀「星盤」（Astrolabe），是現代星座盤的始祖。
不同地理緯度的觀測者使用的旋轉星圖，地平邊界略有不同，例如香港使用的是北緯20度至25度的旋轉星圖，而南、北緯所用的星圖底盤也完全不同。但旋轉星圖相對大張的紙本星圖較便宜，方便攜帶之餘且可顯示不少星座，所以適合入門觀星者用作學習辨認星座，或用作計劃一晚觀測的程序；但現在已逐漸被更方便的星圖APP所取代。

## 簡述
星座盤是一種圓形的星圖，其中心有一個偏向一側，看似橢圓的窗口，或是覆以透明膠片的橢圓孔洞，以便星圖中在指定時間可以看見的星星能在窗口或洞孔的區域中出現。星圖和覆蓋物是鑲嵌住的，並且可以用它們的中心做樞紐自由的轉動。星圖中包括在地球的某些地區可以看見的亮星、星座和深空天體（有些可能有），這些地區以南半球或北半球不同緯度的帶狀區域為範圍。因為從地球上能看見的夜空取決於觀測者的緯度，所以星座盤的窗口會依據緯度做設計，觀測者也要選擇最接近所在半球緯度的星座盤才能適用。
在星座盤覆蓋物的外緣標示完整24小時的時間，星座盤本身的外緣則標示完整的12個月的日曆。窗口的邊緣代表地平線，並標示出地平方位。

### 使用方法
調整盤面和覆蓋物，讓觀測者所在地的地方時和日期對應著觀測者現時的時間，窗口內能看見的就是天空中該時刻所能見到的星圖。因為是將球形的天球壓成平面，所以會隨著所在的緯度而有不同程度的變形，離中心越遠變形越大。窗口與圓形和橢圓的差別也越大。要將星座盤的方位與實際的星星位置對應，最簡單的方法是將他高舉在頭上，並正確的對應出東西的方向，有經驗的使用者則只需平舉在胸前，將星座盤上的方向與所面對的方向對正即可。
舉一反三，當我們設置好星座盤之後，我們會注意到其實一個相同的星空在一年中許多的日期都會出現，只是時間會改變。星座盤標示的8月25日5:00的星空，亦會在9月17日的3:30、11月28日的21:45、12月25日的20:00和1月9日的19:00出現，類似的表示方式也會出現在天文雜誌的星圖上出現與。

### 歷史

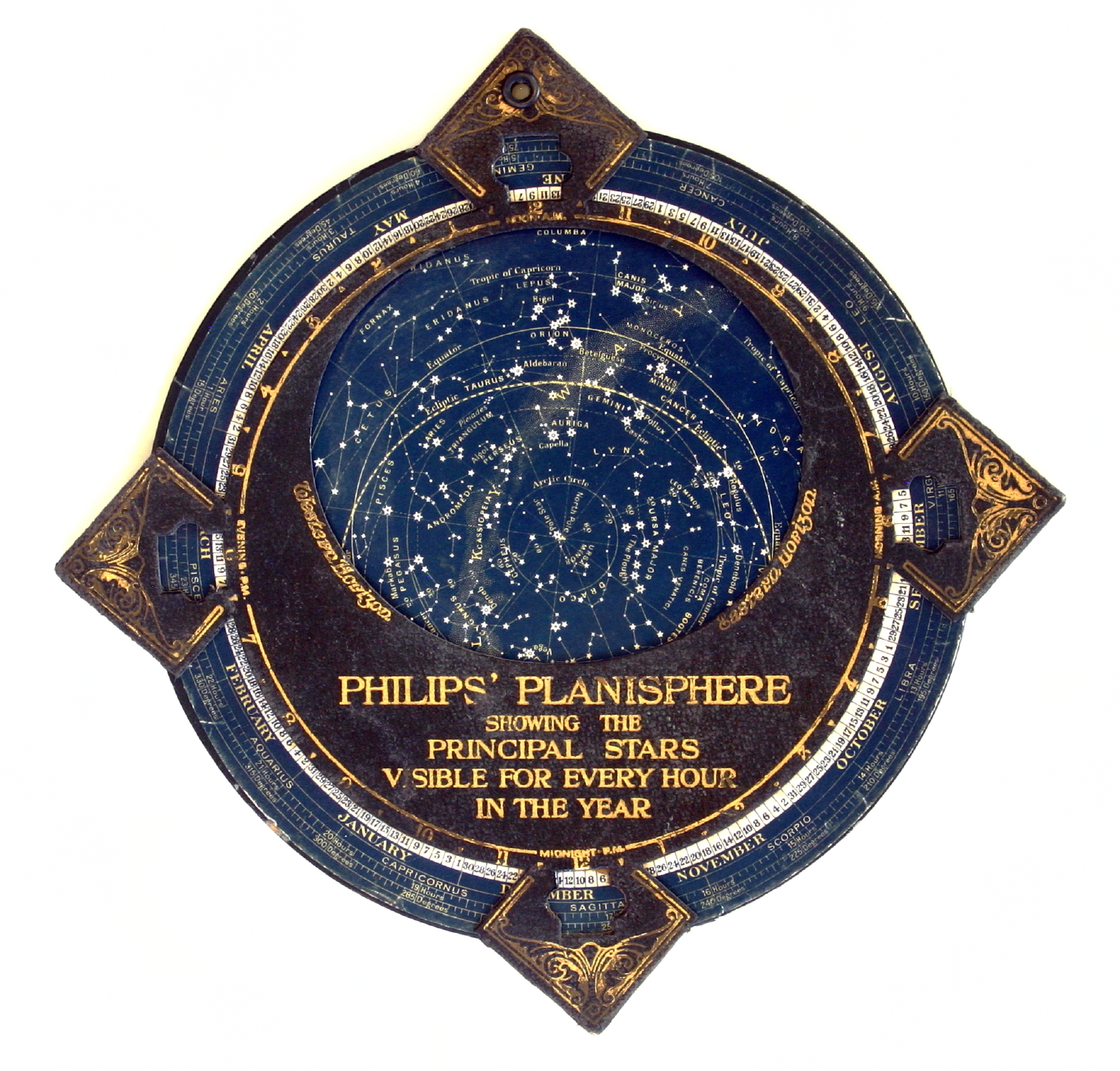
英國的老字號出版社George Philip and Son於20世紀初發行的星座盤，適用於北緯46.5°至56.5°的地區

星座盤的英文名稱  意為「天空的平面」，是以定義的平面來取代充滿恆星的天空。
已知最早有關這種儀器的紀錄來自11世紀的波斯天文學家阿布·拉伊汗·比魯尼（Biruni）。
1624年，克卜勒的繼子——天文學家雅各·巴爾契是第一個將這種儀器稱為星座盤的人。

## 星圖
因為星座盤將球面上的天體顯示在一個印刷的平面上，多少總會有變形。星座盤像所有的星圖一樣，都會運用某一投影法繪制。星座盤常用以下兩種方法繪制：
- 極方位等距投影，利用這種投影法時，北天極或南天極是星圖的中心點，相等距離的同心圓有相同的緯度差（如60°、30°、0°（天赤道）、-30°和-60°），與極點的距離和緯度相關。星座形狀在從中心向外的一條直線上以正確比例呈現，但在垂直的方向（平行於赤緯）卻有畸變，當距離極更遠時，畸變會更嚴重，它是這種投影法唯一缺點。
- 球極平面投影法能解決上述畸變問題，使用這種投影法在赤緯圈的距離會被擴大，讓星座形狀依然正確。自然在比較之下，邊緣的星座會比在天球極區的星座要大：獵戶座會比它實際該有的高兩倍！作用就像格陵蘭在麥卡托投影法下顯得很巨大一樣。另一缺點是：在星座盤邊緣的星座被「延展」成更闊空間，在環繞極區的星座所使用的空間相對被「壓縮」。在中緯度的觀測者，觀察他所在半球天極極區附近的星座，效果會比觀察地平線附近星座的好，這或許也是讓設計者使用極方位等距投影法製作星座盤的一個好理由。

## 上盤
上盤包括「地平線」，界定出在指定的時間內天空中可以看見的部份，很自然的這一部份相當於可見的一半天空範圍。與星座會變形的原因一樣的理由，大部分時間的地平線也是變形的，使它成為一種「倒塌的」卵形。地平線需要依據不同的地理緯度做特殊的設計，同一半球相近緯度的地方可使用同一個星座盤，如拿高緯度適用的星象盤到低緯地區使用時，南天球近地平線的星座往往不能在星座盤中顯示（請參閱中天內恆隱圈說明）。有些昂貴的星座盤會有幾個可互換的上盤（或窗口）供不同緯度上使用，或者同一個星座盤上有數個不同緯度適用的橢圓線標示在窗口上；所以要買一個星座盤認識滿天的星座，通常考慮的是星座盤適用的緯度範圍。
但是，在大多數的時間，由於高山、樹木、建築物或我們通過大氣層的厚度影響，都不能直接看見地平線附近的恆星出現在天空中。不是在最佳的狀況下，低於5°以下的星空，除非是特別顯著的（更不用說單獨的天體）幾乎都看不見，因此在設計緯度的+5°到-5°的範圍內，仍都可以很準確的使用。例如，為北緯40°所設計的星座盤，在北緯35°和45°都可以很完美的適用。

## 座標
精確的星座盤有時還會標示上代表性的天球座標：赤經和赤緯。根據這些座標可以參考每年的天文學指引手冊，讓這些星座盤的使用者可以找出行星、小行星或彗星的位置。
有些星座盤會獨立使用和上盤一樣的緯度指標，但和上盤共用相同的樞軸點；有些星座盤會沿著南北方向在上盤印上緯度的標示；赤經則標示在邊緣，那裡也能找到星座盤設置的日期。

## 較常見的旋轉星圖
- 一塵子星象盤（已絕版），以台灣緯度制作。採用雙面印刷，所以能顯示南北兩方的星座。星圖極限星等為5等，還附有一份觀星小冊子。
- Double-sided Planisphere （页面存档备份，存于） – 滝敏美設計的免費旋轉星圖，採用雙面設計，能顯示南北兩方的星座。提供多種緯度，供世界各地的愛好者的使用。

## 参阅
- 星圖
- 觀測天文學